# Cyclocephala atricapilla
Cyclocephala atricapilla är en skalbaggsart som beskrevs av Mannerheim 1829. Cyclocephala atricapilla ingår i släktet Cyclocephala och familjen Dynastidae. Inga underarter finns listade i Catalogue of Life.